# Aitor Martínez Medina
Aitor Martínez Medina (Tarrasa, Provincia de Barcelona, 10 de enero de 1985) es un exfutbolista español y entrenador español. Su posición era la de centrocampista.

## Trayectoria

### Como futbolista
Aitor nació en Tarrasa e inició su carrera como futbolista en las categorías inferiores del RCD Espanyol y en el FC Barcelona donde estuvo durante 6 años, llegando a ser jugador del Fútbol Club Barcelona "C" e internacional con España en categorías inferiores. En 2005, tras salir de la entidad blaugrana, pasó por diferentes equipos de la Segunda División B de España como UB Conquense, CD Puertollano, Agrupación Deportiva Ceuta Fútbol Club, Club de Fútbol Atlético Ciudad, CD Roquetas y UE Sant Andreu, equipo en el colgó las botas al término de la temporada 2012-13.

### Como entrenador
Finalizada su carrera como futbolista en 2013, comenzó su carrera como entrenador en las categorías inferiores del Málaga CF, en la que trabajó durante cinco temporadas. 
En julio de 2019, Aitor Martínez llegó a la cantera del Real Betis Balompié para dirigir al Cadete B, con el que se proclamó campeón de la Primera Andaluza Cadete. 
En la temporada 2021-22, coge las riendas del Juvenil "A" verdiblanco, con el que fue el equipo que más partidos ganó (35), el que menos perdió (1), el que más goles marcó (117) y el que menos encajó (13), números que le sirvieron para coronarse como campeón del Grupo 4 de la División de Honor Juvenil. Además, alcanzó la Final Four de la Copa del Rey Juvenil y también la de la Copa de Campeones.
El 24 de junio de 2022, es nombrado entrenador del Betis Deportivo Balompié de la Segunda Federación.
El 20 de junio de 2024, se convierte en entrenador del Atlético Sanluqueño de Primera RFEF.
El 29 de septiembre de 2024, es destituido como entrenador del Atlético Sanluqueño.

## Clubes

### Como jugador
| Club                                   | País   | Año       |
| -------------------------------------- | ------ | --------- |
| Fútbol Club Barcelona "C"              | España | 2003-2005 |
| UB Conquense                           | España | 2005-2007 |
| CD Puertollano                         | España | 2007      |
| Agrupación Deportiva Ceuta Fútbol Club | España | 2007-2008 |
| Club de Fútbol Atlético Ciudad         | España | 2008-2009 |
| Agrupación Deportiva Ceuta Fútbol Club | España | 2009-2010 |
| CD Roquetas                            | España | 2010-2011 |
| Agrupación Deportiva Ceuta Fútbol Club | España | 2011-2012 |
| UE Sant Andreu                         | España | 2012-2013 |

### Como entrenador
| Club                     | País   | Año       |
| ------------------------ | ------ | --------- |
| Betis Deportivo Balompié | España | 2022-2023 |
| Atlético Sanluqueño      | España | 2024      |